# هیروشیما

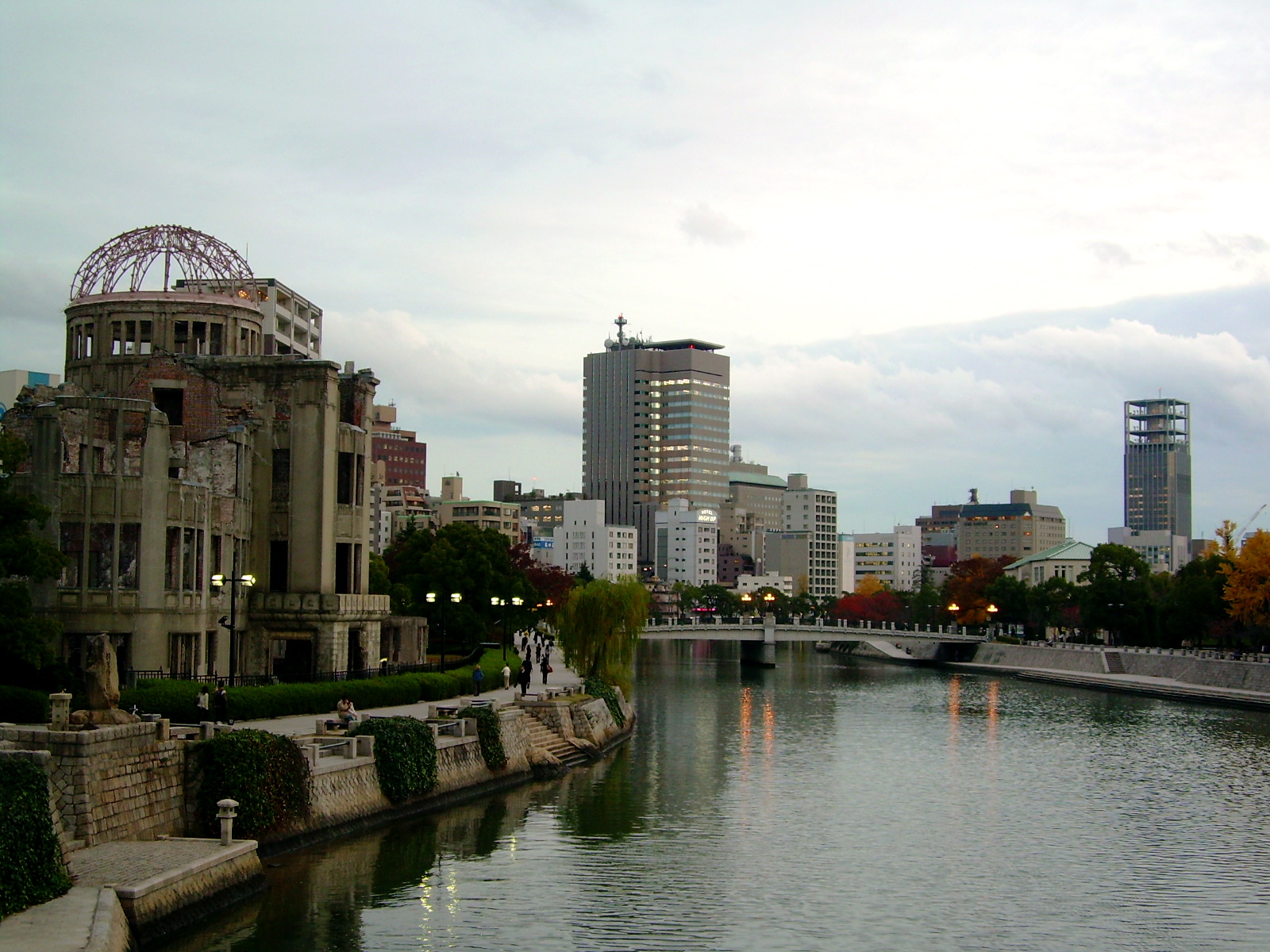
اثر بمب اتم بر گنبدی (در چپ) و ساختمان‌های مدرن

هیروشیما (به ژاپنی: 広島市 Hiroshima-shi) از دو واژه ژاپنی «هی. رو» به معنی گسترده و «شی. ما» به معنی جزیره ترکیب شده‌است. هیروشیما شهری در غرب جزیره هونشو در کشور ژاپن است. نخستین شهری است که توسط آمریکا به آن حمله اتمی شد (ششم اوت ۱۹۴۵م). با انفجار بمب اتمی چهار تنی محتوی ۶۰کیلوگرم اورانیوم-۲۳۵ موسوم به پسر کوچک بر روی این شهر، تا پایان سال ۱۹۴۵م در حدود ۱۴۰۰۰۰ نفر و در فاصلهٔ سال‌های ۱۹۴۶ تا ۱۹۵۱ در حدود ۶۰۰۰۰ نفر جان باختند.
بمب که در ارتفاع ۵۴۸ متری زمین منفجر شد قدرتی برابر با ۲۰۰۰۰ تن تی‌ان‌تی داشت و در حال انفجار از فاصله ۹ کیلومتری ۱۰ برابر نورانی تر از خورشید دیده می‌شد.
در لحظه انفجار دمای مرکز بمب چندین میلیون درجه سانتیگراد بوده و همین مساله باعث شده که از حرارت ناشی از آن، ده ها هزار نفر از ساکنان هیروشیما در آن واحد، ذوب شوند.

## مترو
متروی هیروشیما در سال ۱۹۹۴ تأسیس شده و هم‌اکنون دارای ۲۲ ایستگاه می‌باشد.

## بمباران اتمی هیروشیما
این شهر در بمباران اتمی هیروشیما توسط آمریکا در پایان و بعد از  جنگ جهانی دوم نابود و با خاک یکسان شد، روز ۶ اوت سال ۱۹۴۵ میلادی یک بمب افکن «بی ۲۹» ارتش ایالات متحده اولین بمب اتمی تاریخ بشر به نام «پسر کوچک» را بر سر مردم شهر هیروشیما ژاپن فرو ریخت انفجار قارچی حاصل از این بمب ۹۰ درصد از این شهر را در یک لحظه نابود کرد و ۹۰ هزار نفر را به کام مرگ فرستاد؛ ده‌ها هزار نفر دیگر نیز در ماه‌ها و سال‌های بعد بر اثر تشعشعات رادیو اکتیو حاصل از این انفجار وحشتناک جان خود را از دست دادند.